# Протести в Ливан (2019)
Протестите в Ливан през 2019 са серия от общонационални протести, мотивирани от провала на ливанското правителство да намери решения за икономическата криза, която продължава повече от година.
Основните фактори, допринесли за разразяването на кризата са корупция, похабяване на публични средства и кражби от държавни ведомства. Сред причините са и правителствения сектарианизъм, стагнацията в държавната икономика, безработицата, законодателство (като банковата тайна) за която се смята че служи за прикритие на управляващите при липса на отчетност, както и провала в осигуряването на основни ресурси като ток, вода и канализация. Моментната причина за избухването на протестите стават планираните от правителство данъци върху бензина, тютюна и онлайн обажданията чрез платформи като WhatsApp.
На 29 октомври, министър-председателя Саад Харири обявява оставката на кабинета си в отговор на събитията. Това не слага край на протестите, като исканията на протестиращите са да бъде съставено правителство от компетентни и независими специалисти и за оставките на цялата политическа класа, включително говорителя на парламента и президента на страната.

## Политически причини за протестите
Според списание „Икономист“ дисфункцията и лошото управление в Ливан, причинило протестите води своето начало от сектарната политика на местното правителство, заложена в Таифското споразумение, състояло се през 1989, почти 30 години преди началото на протестите. Таифското споразумение установява сектарна политическа система, в която политическата власт се базира на религиозната принадлежност на държавния служител. Смята се че системата е експлоатирана от сегашната политическа класа, като множество от членовете ѝ са бивши военачалници от Ливанската гражданска война, които все още заемат властови постове и получават амнистия за действията си вместо да им бъдат разследвани. Ливан представлява смесица от религиозни фракции, като 18 са официално признати от правителството.
Разразяването на протестите е приписвано на няколкото кризи настъпили в страната в седмиците преди това. Първо избухват пожари в няколко града и много хора губят домовете си. Голяма част от растителността, аспект от Ливан с който населението се гордее изгаря в пожарите. Правителството се проваля в плановете си за гасене на пожарите и му се налага да разчита на помощ от Кипър. Повече влияние оказва повишението в цените на бензина и хляба сред нарастващата безработица и бедност в страната, като младежката безработица достига 37% а общата 25% към август, 2019 г. Тъй като всички тези фактори се дължат на лошото управление на страната, Ливанското население изразява недоволството си от лошата ситуация.
В Ливан няма стабилно 24-часово електричество от 1975 г., като често срещан из страната е 8-часов дневен режим на тока: осигуряването на 24-часово електричество в страната зависи от постигането на сделка с местната „генераторна мафия“, която оперира обръч от контрабандни бензинови генератори, които допринасят за високото ниво на замърсяване в Ливанските градове. Ливан няма достъп до небутилирана питейна вода от времето на гражданската война. Страната страда също така и от дефицит на канализационна инфраструктура, която води до „кризата с боклука“ от 2015 г., която става повод за Ливанските протести от 2015-16 г.
Малобройни протести започват да се провеждат около Бейрут към края на септември. Причината за роволюционното движение е очевидна години преди началото на протестите и се наблюдава в културните и арт общонстите на Ливан.

## Икономически причини за протестите
От 1997, последователни правителства запазват системата за фиксиран валутен курс между ливанската лира и щатския долар. Прогнозите за ливанската икономика се влошават в 2010-те и страната достига най-ниските нива на БВП на глава от населението от 2008 г. и държавния дългъ достига 151% от БВП на страната. В резултат, международните кредитни агенции понижават оценката на държавните облигации. Комбинацията от икономически спад в зависимата от вносни стоки страна с продължаването на фиксирания курс с долара води до повишение на бюджетния дефицит и разчитане на резервите от чужда валута от централната банка на страната. Последвалият недостиг на долари в късната 2019 г. се отразява допълнително на икономиката и докато важни бизнеси и граждани не могат да се сдобият с долари по официалния курс в страната възникв черен пазар за валута.
Коалиционното правителство, оглавявано от Саад Харири, отговаря с политика на строги икономии на увеличение в данъците и намаляване на разходите, с цел да бъде намален правителствения дефицит като в същото време се поддържа фиксиран курс с долара. Намаляването на правителствения дълг е едно от условията по пакетно споразумение за 10,2$ милиарда заеми и 860$ милиона грантове със Световната банка, Европейската банка за възстановяване и развитие и Саудитска Арабия.
На 1 октомври, Централната банка на Ливан обявява икономическа стратегия според която ще бъдат осигурени долари на всички компании, търгуващи със зърно, бензин и фармацевтични продукти, така че да могат да продължат вноса. Според икономическите анализатори това е само временно решение.
В сесия на кабинета на 17 октомври, правителството предлага стратегии за повишение на доходите за 2020 г. За обсъждане са предложена 36 точки, включително повишение на данък добавена стойност с 2% от 2021 г. и допълнителни 2% от 2022, като по този начин ддс в страната ще достигне 15%. Допълнителни планове за таксуване на интернет обаждания са обявени в медиите. Финалното заседание за определяне на бюджетната рамка е планирано за 19 октомври, но е отменено поради съгласието на премиера и президента на страната.

## Протести

### Начало на протестите
17 октомври: Приблизително сто цивилни активисти протестират срещу предложените нови данъци аколо центъра на Бейрут, блокирайки ключови улици. Докато министъра на висшето образование и конвоят му преминават през райна, протестиращите се скупчват около колата му. Един от охранителите му стреля във въздуха, което допълнително разгневява протестиращите; не е съобщено да има пострадали. Лидерът на Прогресивната Социалистическа партия, заявява че е говорил с министъра, който представлява партията в Ливанското правителство и е поискал охранителя да бъде предаден на полицията, тъй като всички са „подвастни на закона“. Голям брой протестиращи започва да се появява в множество региони около страната. Докато шествията нарастват, министър-председателя свиква незабавна среща по настояване на президента за средата на 18 октомври. Също така е направено изявление от страна на министъра на висшето образование, че всички училища и университети, публични или частни ще останат затворени през следващия ден. Министърът на телекомуникациите абявява, че идеята за облагане с данък на интернет обажданията е била отменена. За протестърите този данък е последната капка в социален, политически и икономически срещу политическата класа, която е смятана за корумпирана и нуждаеща се от незабавна смяна.